# Bobana Veličković
Bobana Veličković (en serbio cirílico: Бобана Величковић; Bor, 25 de enero de 1990-Belgrado, 21 de junio de 2020). Fue miembro del equipo nacional serbio en tiro deportivo. Su disciplina era la pistola de aire. Ella ha estado entrenando tiro con arco desde 1999, y ha estado compitiendo desde 2000. Miembro del club de tiro "Bor 030", y su entrenador era Boban Markovic.
Fue tres veces campeona de Europa (2010, 2012 y 2020) en la disciplina de pistola de aire de 10 metros en individuales y cinco veces campeona europea en equipos. Ganó la medalla de oro del Campeonato Mundial en la categoría por equipos en 2014. Participó en los Juegos Olímpicos de Londres 2012 y en los Juegos Olímpicos de Río de Janeiro 2016.

## Fallecimiento
Falleció a los 30 años el 21 de junio de 2020 tras complicaciones en el parto, al haber desarrollado preeclampsia.

## Palmarés internacional
| Campeonato Mundial | Campeonato Mundial    | Campeonato Mundial | Campeonato Mundial                         |
| Año                | Lugar                 | Medalla            | Categoría                                  |
| ------------------ | --------------------- | ------------------ | ------------------------------------------ |
| 2014               | Granada (España)      | Medalla de oro     | Pistola de aire de 10 m por equipos        |
| Campeonato Europeo |                       |                    |                                            |
| Año                | Lugar                 | Medalla            | Categoría                                  |
| 2010               | Meråker (Noruega)     | Medalla de oro     | Pistola de aire de 10 m                    |
| 2010               | Meråker (Noruega)     | Medalla de oro     | Pistola de aire de 10 m por equipos        |
| 2011               | Brescia (Italia)      | Medalla de oro     | Pistola de aire de 10 m por equipos        |
| 2012               | Vierumäki (Finlandia) | Medalla de oro     | Pistola de aire de 10 m                    |
| 2012               | Vierumäki (Finlandia) | Medalla de bronce  | Pistola de aire de 10 m por equipos        |
| 2013               | Odense (Dinamarca)    | Medalla de oro     | Pistola de aire de 10 m por equipos        |
| 2014               | Moscú (Rusia)         | Medalla de plata   | Pistola de aire de 10 m por equipos mixtos |
| 2016               | Győr (Hungría)        | Medalla de plata   | Pistola de aire de 10 m por equipos        |
| 2017               | Maribor (Eslovenia)   | Medalla de oro     | Pistola de aire de 10 m por equipos        |
| 2018               | Győr (Hungría)        | Medalla de bronce  | Pistola de aire de 10 m                    |
| 2018               | Győr (Hungría)        | Medalla de bronce  | Pistola de aire de 10 m por equipos        |
| 2020               | Breslavia (Polonia)   | Medalla de oro     | Pistola de aire de 10 m                    |
| 2020               | Breslavia (Polonia)   | Medalla de oro     | Pistola de aire de 10 m por equipos        |